# Optya zelena
Optya zelena är en insektsart som beskrevs av Irena Dworakowska 1977. Optya zelena ingår i släktet Optya och familjen dvärgstritar.
Artens utbredningsområde är Sudan. Inga underarter finns listade i Catalogue of Life.